# Interior. Leather Bar.

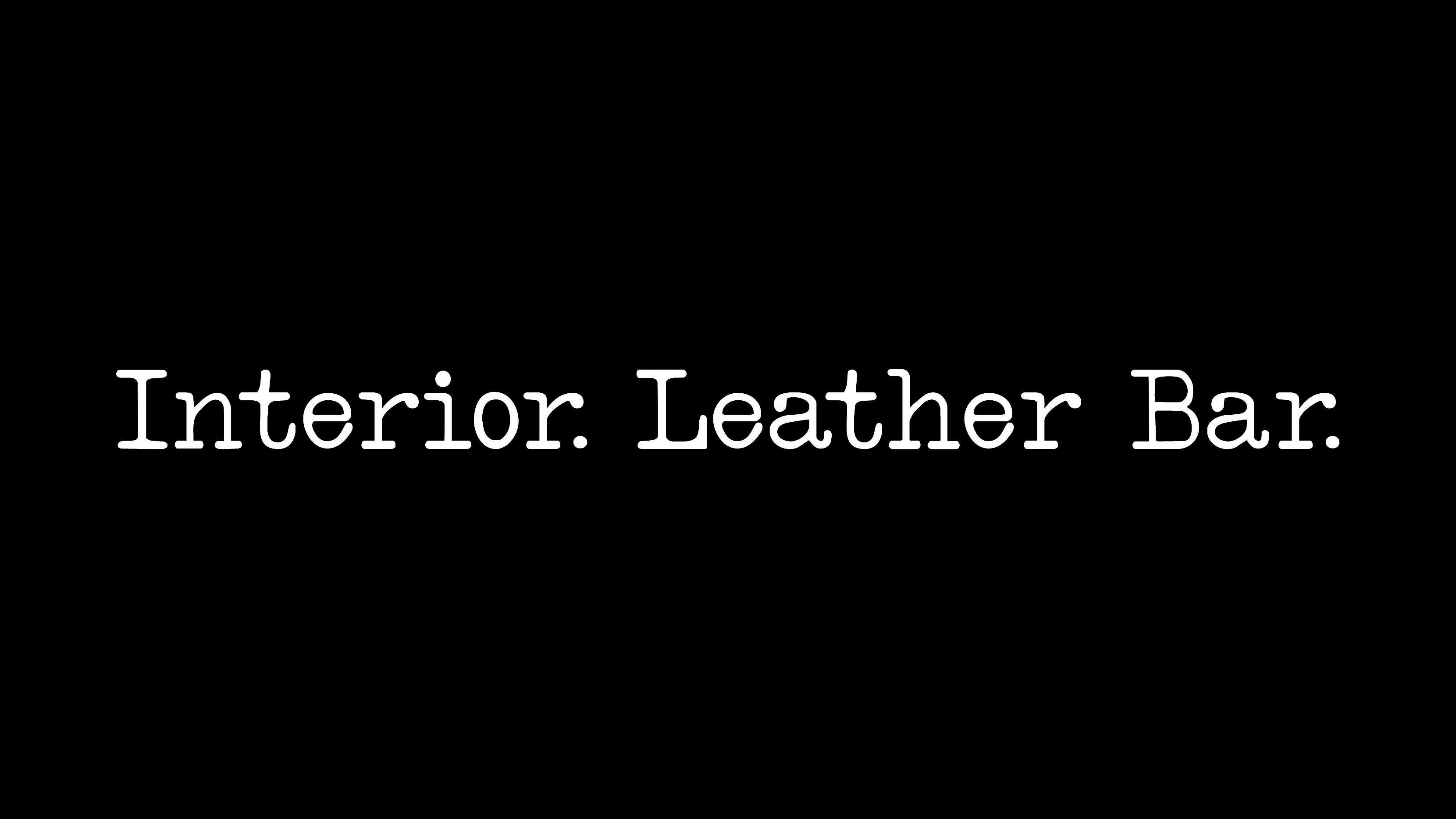
Logo do documentario Interior. Leather Bar.

Interior. Leather Bar. é um documentário de ficção norte-americano de 2013, realizado e protagonizado por James Franco e Travis Mathews. O filme estreou no Festival de Cinema de Sundance de 2013  e tenta recriar os 40 minutos de cenas sexualmente explícitas apagadas e perdidas do polémico filme Cruising, de 1980. O elenco do filme também inclui Val Lauren, Christian Patrick, Brenden Gregory, Brad Roberge, Colin Chavez, Michael Lannan e AJ Goodrich.

## Contexto
Apesar das primeiras descrições que surgiram nos meios de comunicação quando o projeto foi anunciado, o filme não é uma recriação das cenas censuradas de Cruising, com exceção de algumas breves passagens onde realmente se tenta fazer literalmente essa recriação. Em vez disso, Interior. Leather Bar. tenta recriar o processo de filmagem de Cruising como ponto de partidas para a exploração das questões criativas e éticas que que se colocaram aos autores de Cruising, tais como o nível de conforto ou desconforto dos atores com o material, o conflito entre a liberdade criativa e censura e as formas pelas quais a representação cinematográfica da temática e dos indivíduos LGBT evoluiu desde que Cruising foi estreado em 1980. Uma das principais linhas narrativas do filme é a confusão dos vários participantes sobre por que razão James Franco se quis envolver num tal projeto. 
Travis Mathews afirmou em entrevistas que um aspeto da produção do filme original que o interessou foi o contraste entre as análises que sugerem que as cenas excluídas constituíam propaganda homofóbica e as que sugerem que era de natureza mais documental.

## Elenco
- James Franco
- Travis Mathews
- Val Lauren
- Christian Patrick
- Brenden Gregory
- Brad Roberge
- Colin Chavez
- A.J. Goodrich